# Quetzalcoatlus
Quetzalcoatlus és un gènere de pterosaures conegut del període Cretaci superior d'Amèrica del Nord (etapa Maastrichtià); els seus membres estaven entre els animals voladors més grans coneguts de tots els temps. Quetzalcoatlus és un membre dels Azhdarchidae, una família de pterosaures sense dents avançats amb un coll inusualment llarg i rígid.
El seu nom prové del déu serp plomada asteca Quetzalcóatl. L'espècie tipus és Q. northropi, batejada per Douglas A. Lawson el 1975; el gènere també inclou l'espècie més petita Q. lawsoni, que va ser coneguda durant molts anys com una espècie sense nom abans de ser nomenada per Brian Andres i Wann Langston Jr. (pòstumament) el 2021.

## Descobriment i espècies
Els primers fòssils de Quetzalcoatlus van ser descoberts a Texas (Estats Units d'Amèrica), a la Formació Javelina Maastrichtiana al Parc Nacional de Big Bend (datat fa uns 68 milions d'anys) l'any 1971 per Douglas A. Lawson, aleshores un estudiant graduat de geologia de la Jackson School of Geosciences a la Universitat de Texas a Austin. L'exemplar consistia en una ala parcial (en pterosaures composta pels avantbraços i el quart dit allargat), d'un individu que es va estimar més tard que feia més de 10 m d'envergadura.
Lawson va descobrir un segon jaciment de la mateixa edat, a uns 40 km del primer, on entre 1972 i 1974 ell i el professor Wann Langston Jr., del Texas Memorial Museum, van desenterrar tres esquelets fragmentaris d'individus molt més petits. Lawson el 1975 va anunciar la troballa en un article a Science. Aquell mateix any, en una carta posterior a la mateixa revista, va fer l'exemplar gran original, TMM 41450-3, l'holotip d'un nou gènere i espècie, Quetzalcoatlus northropi. El nom del gènere fa referència al déu serp plomada asteca, Quetzalcóatl. El nom específic honra a John Knudsen Northrop, el fundador de Northrop, que va impulsar el desenvolupament de grans dissenys d'avions d'ala voladora sense cua semblants a Quetzalcoatlus.

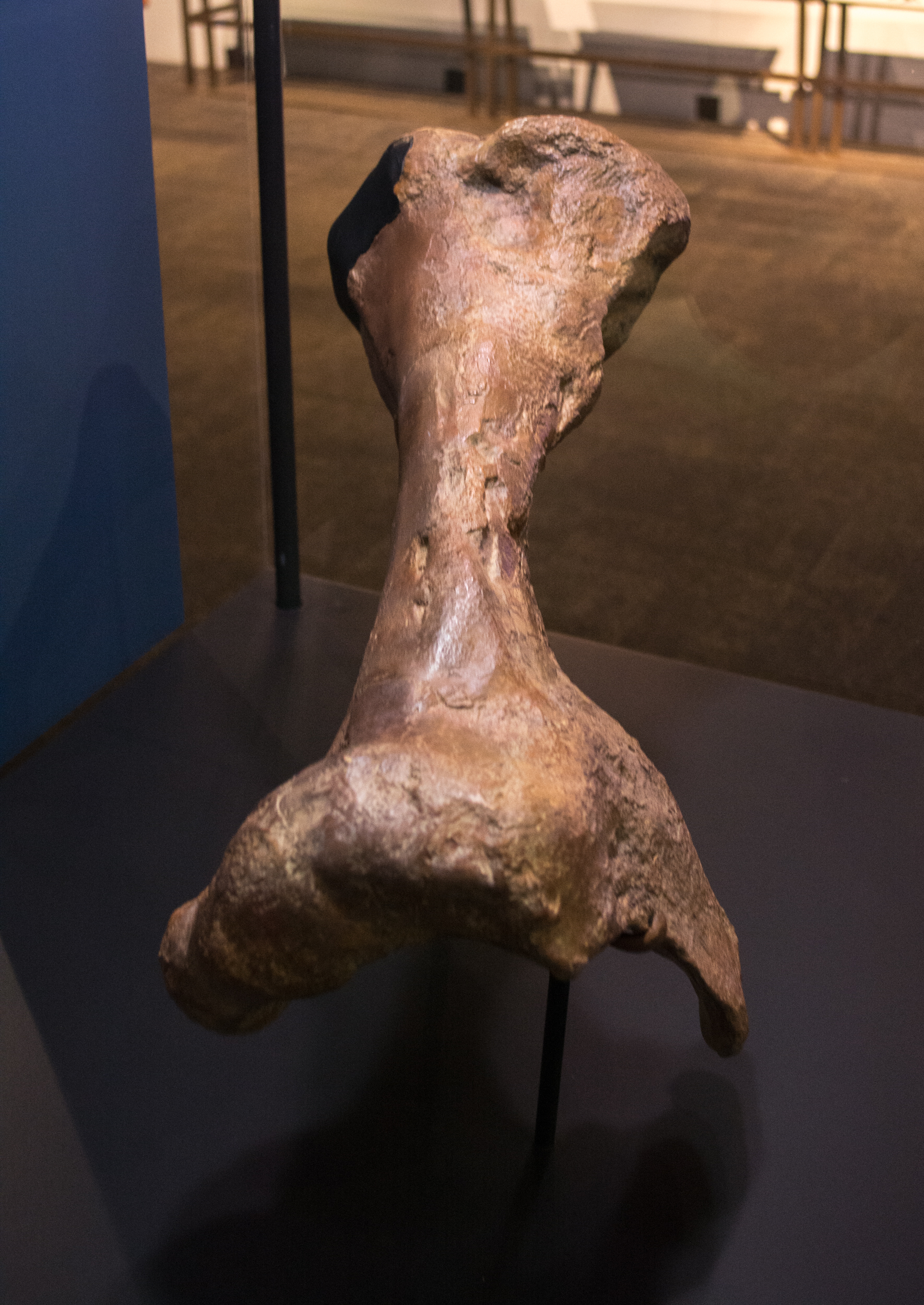
Rèplica de l'húmer holotip
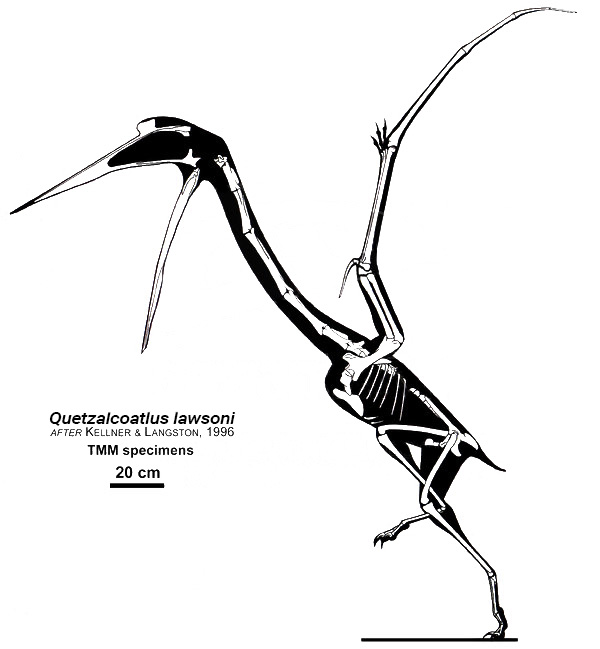
Reconstrucció esquelètica de Q. lawsoni

Al principi es va suposar que els exemplars més petits eren formes joves o subadultes del tipus més gran. Més tard, quan es van trobar més restes, es va adonar que podrien haver estat una espècie separada. Aquesta possible segona espècie de Texas es va referir provisionalment com a Quetzalcoatlus sp. per Alexander Kellner i Langston el 1996, indicant que el seu estat era massa incert per donar-li un nom d'espècie completament nou. Els exemplars més petits són més complets que l'holotip Q. northropi i inclouen quatre cranis parcials, tot i que són molt menys massius, amb una envergadura estimada de 5,5 m. Aquesta espècie va rebre el nom de Q. lawsoni el 2021, anomenada així pel descriptor original del gènere.
L'exemplar holotip de Q. northropi no s'havia descrit i diagnosticat correctament fins al 2021 i fins aleshores l'estat del gènere Quetzalcoatlus es va identificar com a problemàtic. Witton et al. (2010) van assenyalar que les espècies tipus del gènere (els ossos fragmentaris de les ales que comprenen Q. northropi) representen elements que normalment es consideren no diagnòstics a nivell genèric o específic, i que això complica les interpretacions de la taxonomia azhdàrquida. Per exemple, Witton et al. (2010) van suggerir que el material del tipus Q. northropi té una morfologia prou generalitzada com per ser gairebé idèntica a la d'altres azdàrquids gegants, com els elements superposats de l'azhdàrquid gegant romanès contemporani Hatzegopteryx. En aquest cas, i suposant que Q. northropi es pot distingir d'altres pterosaures (és a dir, si no és un nomen dubium), potser Hatzegopteryx hauria de ser considerat com una ocurrència europea de Quetzalcoatlus. Tanmateix, Witton et al. (2010) també va assenyalar que el material del crani d'Hatzegopteryx i Q. lawsoni difereixen prou perquè no es puguin considerar el mateix animal, però que no es pot determinar la importància d'això donada la incertesa sobre les relacions dels exemplars de Quetzalcoatlus. Aquests problemes només es poden resoldre si Q. northropi es demostra com un tàxon vàlid i s'investiga les seves relacions amb Q. lawsoni. Una complicació addicional d'aquestes discussions és la probabilitat que grans pterosaures com Q. northropi haguessin fet vols transcontinentals llargs, cosa que suggereix que llocs tan dispars com Amèrica del Nord i Europa podrien haver compartit espècies d'azhdàrquids gegants. Es va trobar que Q. lawsoni era un tàxon vàlid el 2021 i es va confirmar que pertanyia al mateix gènere que Q. northropi.
Una vèrtebra del coll azhdàrquida, descoberta l'any 2002 a partir de la Formació de Hell Creek Maastrichtiana, també pot pertànyer a Quetzalcoatlus. L'exemplar (BMR P2002.2) es va recuperar accidentalment quan es va incloure en una jaqueta de camp preparada per transportar part d'un exemplar de tiranosaure. Malgrat aquesta associació amb les restes d'un gran dinosaure carnívor, la vèrtebra no mostra cap evidència que hagi estat mastegada pel dinosaure. L'os prové d'un pterosaure azhdàrquid individual que es calcula que tenia una envergadura de 5 a 5,5 m.

## Descripció

### Mida
Quan es va anomenar per primera vegada com a espècie nova el 1975, els científics van estimar que els fòssils més grans de Quetzalcoatlus provenien d'un individu amb una envergadura de fins a 15,9 m. Escollir el centre de tres extrapolacions a partir de les proporcions d'altres pterosaures va donar una estimació d'11 m, 15,5 m i 21 m, respectivament). El 1981, estudis més avançats van reduir aquestes estimacions a 11-12 m. Estimacions més recents basades en un major coneixement de les proporcions dels azdàrquids situen la seva envergadura entre 10 i 11 m. Les restes trobades a Texas l'any 1971 indiquen que aquest pterosaure tenia una envergadura mínima d'uns 11 m. L'alçada generalitzada en posició bípede, segons la seva envergadura, hauria estat d'almenys 3 m d'alçada a l'espatlla.

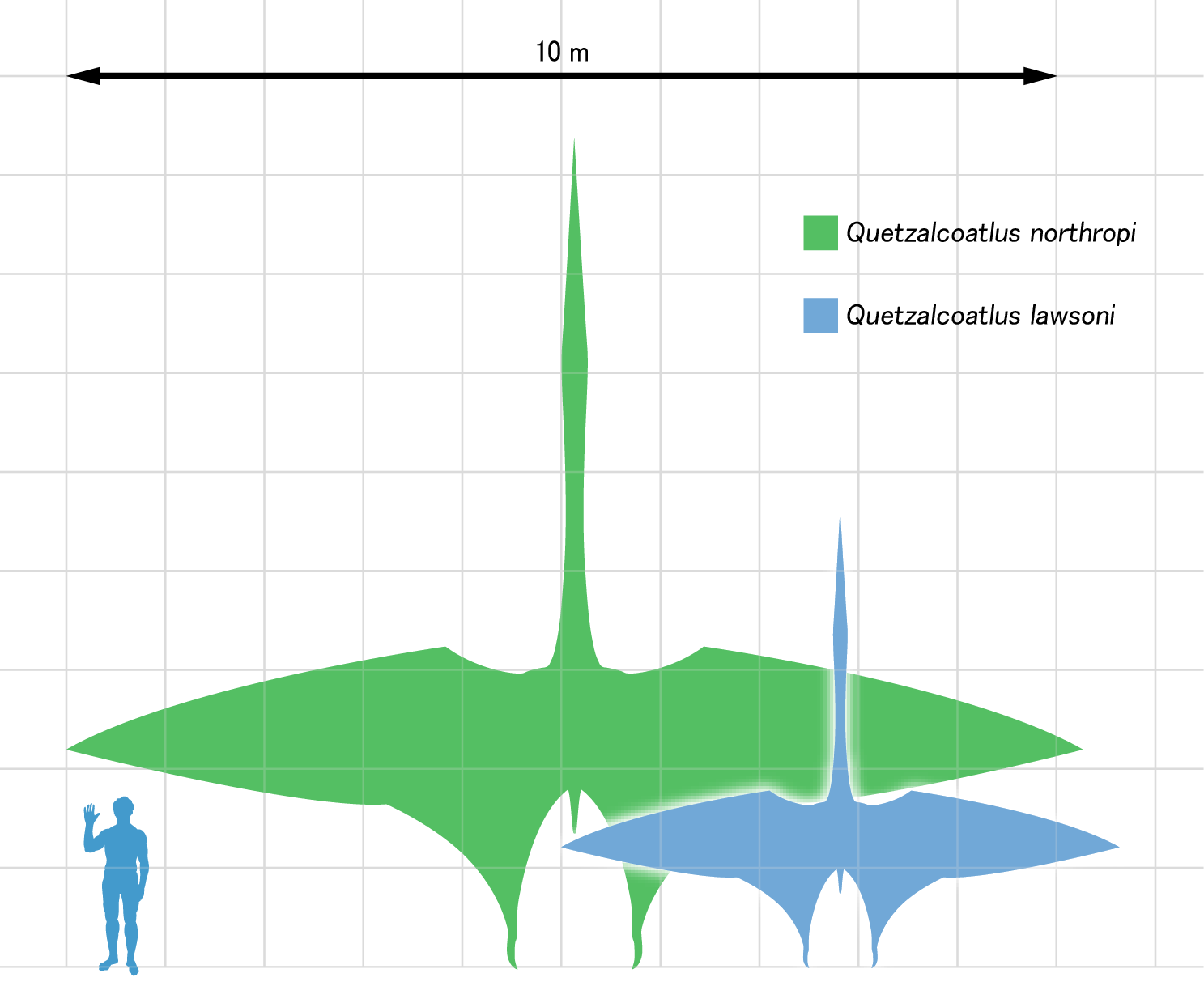
Comparació de la mida d'un humà amb Q. northropi (verd) i Q. lawsoni (blau)
Comparació de Q. northropi amb un avió lleuger Cessna 172

Les estimacions de massa corporal dels azdàrquids gegants són extremadament problemàtiques perquè cap espècie existent no comparteix una mida o un pla corporal similar i, en conseqüència, els resultats publicats varien àmpliament. El pes generalitzat, basat en alguns estudis que històricament han trobat estimacions de pes extremadament baixes de Quetzalcoatlus, era de tan sols 70 kg per a un individu de 10 m. La majoria de les estimacions publicades des de la dècada del 2000 han estat substancialment superiors, al voltant de 200-250 kg.

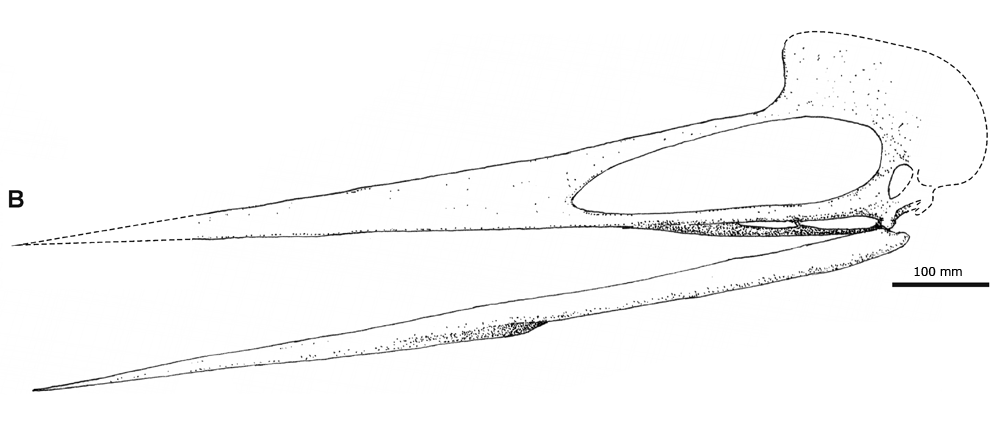
Reconstrucció del crani de Q. lawsoni
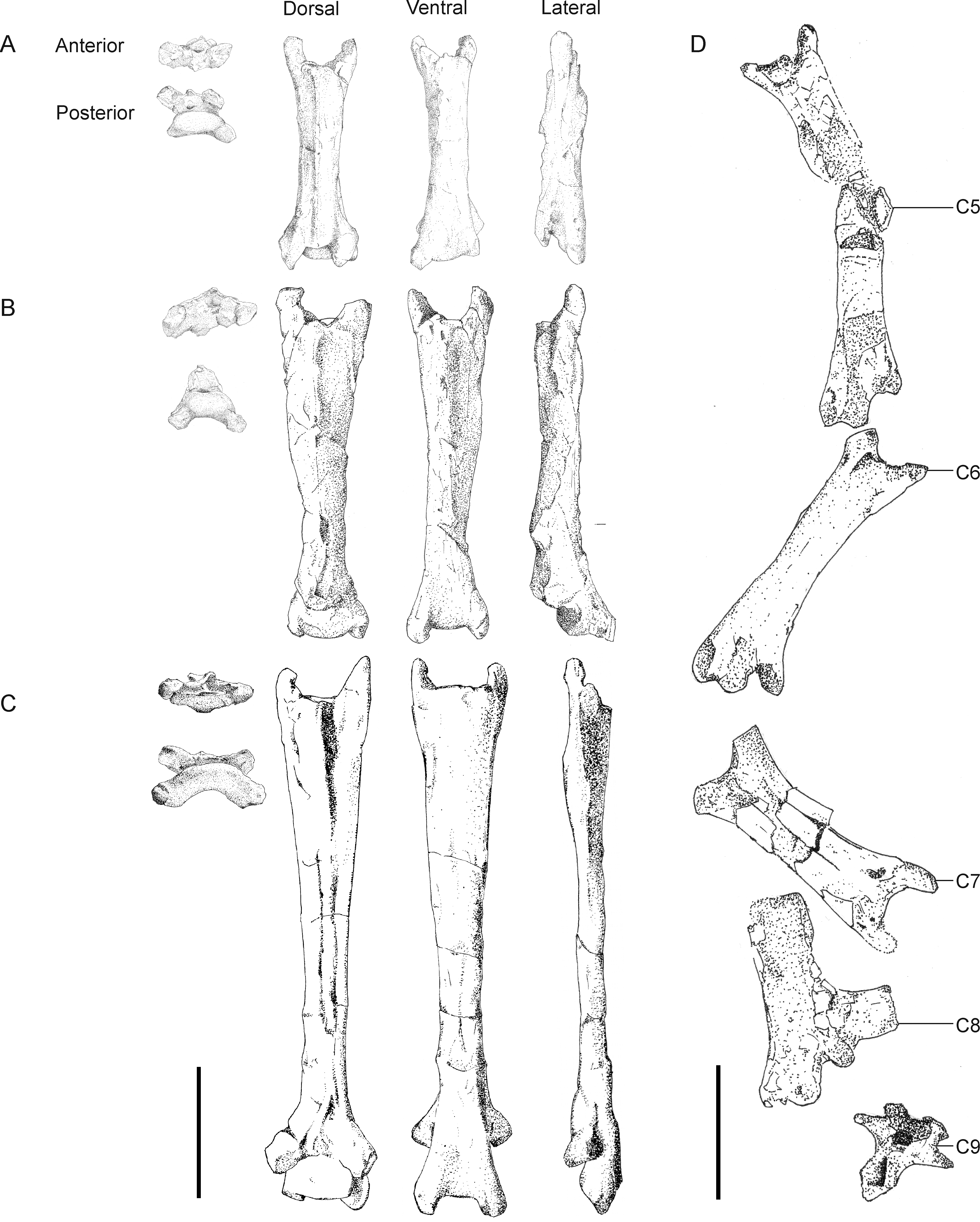
Una comparació de les vèrtebres cervicals de Quetzalcoatlus (a l'esquerra) amb l'holotip Phosphatodraco (a la dreta)

El 2021, Kevin Padian et al. van estimar que Q. lawsoni hauria pesat 20 kg per als individus amb una envergadura de 4,5 m. El 2022, Gregory S. Paul va estimar que Q. lawsoni tenia una envergadura de 5 m, una longitud corporal de 3,5 m i una massa corporal de 65 kg.

### Crani
El material del crani de Q. lawsoni mostra que Quetzalcoatlus tenia un bec molt esmolat i punxegut. Això és contrari a algunes reconstruccions anteriors que mostraven un musell més contundent, basat en la inclusió inadvertida de material de mandíbula d'una altra espècie de pterosaure; aquest material va ser nomenat com l'holotip d'un gènere d'azhdàrquid de musell curt, Wellnhopterus, l'any 2021. També hi havia una cresta del crani, però encara es desconeix la seva forma i mida exactes.

## Classificació
A continuació es mostra un cladograma que mostra la col·locació filogenètica de Quetzalcoatlus dins de Neoazhdarchia d'Andrés i Myers (2013):
|  | Thalassodromeus sethi                                                            |
|  |                                                                                  |
|  | \| \| Tupuxuara leonardii \| \| \| \| \| \| Tupuxuara longicristatus \| \| \| \| |
|  |                                                                                  |
|  | Tupuxuara leonardii                                                              |
|  |                                                                                  |
|  | Tupuxuara longicristatus                                                         |
|  |                                                                                  |

|  | Tupuxuara leonardii      |
|  |                          |
|  | Tupuxuara longicristatus |
|  |                          |

|  | Domeykodactylus ceciliae |
|  |                          |
|  | Dsungaripterus weii      |
|  |                          |

|  | Noripterus complicidens |
|  |                         |
|  | Noripterus parvus       |
|  |                         |

|  | Domeykodactylus ceciliae |
|  |                          |
|  | Dsungaripterus weii      |
|  |                          |

|  | Noripterus complicidens |
|  |                         |
|  | Noripterus parvus       |
|  |                         |

|  | Thalassodromeus sethi                                                            |
|  |                                                                                  |
|  | \| \| Tupuxuara leonardii \| \| \| \| \| \| Tupuxuara longicristatus \| \| \| \| |
|  |                                                                                  |
|  | Tupuxuara leonardii                                                              |
|  |                                                                                  |
|  | Tupuxuara longicristatus                                                         |
|  |                                                                                  |

|  | Tupuxuara leonardii      |
|  |                          |
|  | Tupuxuara longicristatus |
|  |                          |

|  | Domeykodactylus ceciliae |
|  |                          |
|  | Dsungaripterus weii      |
|  |                          |

|  | Noripterus complicidens |
|  |                         |
|  | Noripterus parvus       |
|  |                         |

|  | Domeykodactylus ceciliae |
|  |                          |
|  | Dsungaripterus weii      |
|  |                          |

|  | Noripterus complicidens |
|  |                         |
|  | Noripterus parvus       |
|  |                         |

|  | Shenzhoupterus chaoyangensis                                                  |
|  |                                                                               |
|  | \| \| Chaoyangopterus zhangi \| \| \| \| \| \| Jidapterus edentus \| \| \| \| |
|  |                                                                               |
|  | Chaoyangopterus zhangi                                                        |
|  |                                                                               |
|  | Jidapterus edentus                                                            |
|  |                                                                               |

|  | Chaoyangopterus zhangi |
|  |                        |
|  | Jidapterus edentus     |
|  |                        |

|  | Shenzhoupterus chaoyangensis                                                  |
|  |                                                                               |
|  | \| \| Chaoyangopterus zhangi \| \| \| \| \| \| Jidapterus edentus \| \| \| \| |
|  |                                                                               |
|  | Chaoyangopterus zhangi                                                        |
|  |                                                                               |
|  | Jidapterus edentus                                                            |
|  |                                                                               |

|  | Chaoyangopterus zhangi |
|  |                        |
|  | Jidapterus edentus     |
|  |                        |

|  | Zhejiangopterus linhaiensis |
|  | |
|  | \| \| Arambourgiania philadelphiae \| \| \| \| \| \| Quetzalcoatlus northropi \| \| \| \| \| \| Quetzalcoatlus lawsoni \| \| \| \| |
|  | |
|  | Arambourgiania philadelphiae |
|  | |
|  | Quetzalcoatlus northropi |
|  | |
|  | Quetzalcoatlus lawsoni |
|  | |

|  | Arambourgiania philadelphiae |
|  |                              |
|  | Quetzalcoatlus northropi     |
|  |                              |
|  | Quetzalcoatlus lawsoni       |
|  |                              |

|  | Zhejiangopterus linhaiensis |
|  | |
|  | \| \| Arambourgiania philadelphiae \| \| \| \| \| \| Quetzalcoatlus northropi \| \| \| \| \| \| Quetzalcoatlus lawsoni \| \| \| \| |
|  | |
|  | Arambourgiania philadelphiae |
|  | |
|  | Quetzalcoatlus northropi |
|  | |
|  | Quetzalcoatlus lawsoni |
|  | |

|  | Arambourgiania philadelphiae |
|  |                              |
|  | Quetzalcoatlus northropi     |
|  |                              |
|  | Quetzalcoatlus lawsoni       |
|  |                              |

|  | Zhejiangopterus linhaiensis |
|  | |
|  | \| \| Arambourgiania philadelphiae \| \| \| \| \| \| Quetzalcoatlus northropi \| \| \| \| \| \| Quetzalcoatlus lawsoni \| \| \| \| |
|  | |
|  | Arambourgiania philadelphiae |
|  | |
|  | Quetzalcoatlus northropi |
|  | |
|  | Quetzalcoatlus lawsoni |
|  | |

|  | Arambourgiania philadelphiae |
|  |                              |
|  | Quetzalcoatlus northropi     |
|  |                              |
|  | Quetzalcoatlus lawsoni       |
|  |                              |

|  | Zhejiangopterus linhaiensis |
|  | |
|  | \| \| Arambourgiania philadelphiae \| \| \| \| \| \| Quetzalcoatlus northropi \| \| \| \| \| \| Quetzalcoatlus lawsoni \| \| \| \| |
|  | |
|  | Arambourgiania philadelphiae |
|  | |
|  | Quetzalcoatlus northropi |
|  | |
|  | Quetzalcoatlus lawsoni |
|  | |

|  | Arambourgiania philadelphiae |
|  |                              |
|  | Quetzalcoatlus northropi     |
|  |                              |
|  | Quetzalcoatlus lawsoni       |
|  |                              |

|  | Zhejiangopterus linhaiensis |
|  | |
|  | \| \| Arambourgiania philadelphiae \| \| \| \| \| \| Quetzalcoatlus northropi \| \| \| \| \| \| Quetzalcoatlus lawsoni \| \| \| \| |
|  | |
|  | Arambourgiania philadelphiae |
|  | |
|  | Quetzalcoatlus northropi |
|  | |
|  | Quetzalcoatlus lawsoni |
|  | |

|  | Arambourgiania philadelphiae |
|  |                              |
|  | Quetzalcoatlus northropi     |
|  |                              |
|  | Quetzalcoatlus lawsoni       |
|  |                              |

|  | Zhejiangopterus linhaiensis |
|  | |
|  | \| \| Arambourgiania philadelphiae \| \| \| \| \| \| Quetzalcoatlus northropi \| \| \| \| \| \| Quetzalcoatlus lawsoni \| \| \| \| |
|  | |
|  | Arambourgiania philadelphiae |
|  | |
|  | Quetzalcoatlus northropi |
|  | |
|  | Quetzalcoatlus lawsoni |
|  | |

|  | Arambourgiania philadelphiae |
|  |                              |
|  | Quetzalcoatlus northropi     |
|  |                              |
|  | Quetzalcoatlus lawsoni       |
|  |                              |

|  | Zhejiangopterus linhaiensis |
|  | |
|  | \| \| Arambourgiania philadelphiae \| \| \| \| \| \| Quetzalcoatlus northropi \| \| \| \| \| \| Quetzalcoatlus lawsoni \| \| \| \| |
|  | |
|  | Arambourgiania philadelphiae |
|  | |
|  | Quetzalcoatlus northropi |
|  | |
|  | Quetzalcoatlus lawsoni |
|  | |

|  | Arambourgiania philadelphiae |
|  |                              |
|  | Quetzalcoatlus northropi     |
|  |                              |
|  | Quetzalcoatlus lawsoni       |
|  |                              |

|  | Zhejiangopterus linhaiensis |
|  | |
|  | \| \| Arambourgiania philadelphiae \| \| \| \| \| \| Quetzalcoatlus northropi \| \| \| \| \| \| Quetzalcoatlus lawsoni \| \| \| \| |
|  | |
|  | Arambourgiania philadelphiae |
|  | |
|  | Quetzalcoatlus northropi |
|  | |
|  | Quetzalcoatlus lawsoni |
|  | |

|  | Arambourgiania philadelphiae |
|  |                              |
|  | Quetzalcoatlus northropi     |
|  |                              |
|  | Quetzalcoatlus lawsoni       |
|  |                              |

|  | Shenzhoupterus chaoyangensis                                                  |
|  |                                                                               |
|  | \| \| Chaoyangopterus zhangi \| \| \| \| \| \| Jidapterus edentus \| \| \| \| |
|  |                                                                               |
|  | Chaoyangopterus zhangi                                                        |
|  |                                                                               |
|  | Jidapterus edentus                                                            |
|  |                                                                               |

|  | Chaoyangopterus zhangi |
|  |                        |
|  | Jidapterus edentus     |
|  |                        |

|  | Shenzhoupterus chaoyangensis                                                  |
|  |                                                                               |
|  | \| \| Chaoyangopterus zhangi \| \| \| \| \| \| Jidapterus edentus \| \| \| \| |
|  |                                                                               |
|  | Chaoyangopterus zhangi                                                        |
|  |                                                                               |
|  | Jidapterus edentus                                                            |
|  |                                                                               |

|  | Chaoyangopterus zhangi |
|  |                        |
|  | Jidapterus edentus     |
|  |                        |

|  | Zhejiangopterus linhaiensis |
|  | |
|  | \| \| Arambourgiania philadelphiae \| \| \| \| \| \| Quetzalcoatlus northropi \| \| \| \| \| \| Quetzalcoatlus lawsoni \| \| \| \| |
|  | |
|  | Arambourgiania philadelphiae |
|  | |
|  | Quetzalcoatlus northropi |
|  | |
|  | Quetzalcoatlus lawsoni |
|  | |

|  | Arambourgiania philadelphiae |
|  |                              |
|  | Quetzalcoatlus northropi     |
|  |                              |
|  | Quetzalcoatlus lawsoni       |
|  |                              |

|  | Zhejiangopterus linhaiensis |
|  | |
|  | \| \| Arambourgiania philadelphiae \| \| \| \| \| \| Quetzalcoatlus northropi \| \| \| \| \| \| Quetzalcoatlus lawsoni \| \| \| \| |
|  | |
|  | Arambourgiania philadelphiae |
|  | |
|  | Quetzalcoatlus northropi |
|  | |
|  | Quetzalcoatlus lawsoni |
|  | |

|  | Arambourgiania philadelphiae |
|  |                              |
|  | Quetzalcoatlus northropi     |
|  |                              |
|  | Quetzalcoatlus lawsoni       |
|  |                              |

|  | Zhejiangopterus linhaiensis |
|  | |
|  | \| \| Arambourgiania philadelphiae \| \| \| \| \| \| Quetzalcoatlus northropi \| \| \| \| \| \| Quetzalcoatlus lawsoni \| \| \| \| |
|  | |
|  | Arambourgiania philadelphiae |
|  | |
|  | Quetzalcoatlus northropi |
|  | |
|  | Quetzalcoatlus lawsoni |
|  | |

|  | Arambourgiania philadelphiae |
|  |                              |
|  | Quetzalcoatlus northropi     |
|  |                              |
|  | Quetzalcoatlus lawsoni       |
|  |                              |

|  | Zhejiangopterus linhaiensis |
|  | |
|  | \| \| Arambourgiania philadelphiae \| \| \| \| \| \| Quetzalcoatlus northropi \| \| \| \| \| \| Quetzalcoatlus lawsoni \| \| \| \| |
|  | |
|  | Arambourgiania philadelphiae |
|  | |
|  | Quetzalcoatlus northropi |
|  | |
|  | Quetzalcoatlus lawsoni |
|  | |

|  | Arambourgiania philadelphiae |
|  |                              |
|  | Quetzalcoatlus northropi     |
|  |                              |
|  | Quetzalcoatlus lawsoni       |
|  |                              |

|  | Zhejiangopterus linhaiensis |
|  | |
|  | \| \| Arambourgiania philadelphiae \| \| \| \| \| \| Quetzalcoatlus northropi \| \| \| \| \| \| Quetzalcoatlus lawsoni \| \| \| \| |
|  | |
|  | Arambourgiania philadelphiae |
|  | |
|  | Quetzalcoatlus northropi |
|  | |
|  | Quetzalcoatlus lawsoni |
|  | |

|  | Arambourgiania philadelphiae |
|  |                              |
|  | Quetzalcoatlus northropi     |
|  |                              |
|  | Quetzalcoatlus lawsoni       |
|  |                              |

|  | Zhejiangopterus linhaiensis |
|  | |
|  | \| \| Arambourgiania philadelphiae \| \| \| \| \| \| Quetzalcoatlus northropi \| \| \| \| \| \| Quetzalcoatlus lawsoni \| \| \| \| |
|  | |
|  | Arambourgiania philadelphiae |
|  | |
|  | Quetzalcoatlus northropi |
|  | |
|  | Quetzalcoatlus lawsoni |
|  | |

|  | Arambourgiania philadelphiae |
|  |                              |
|  | Quetzalcoatlus northropi     |
|  |                              |
|  | Quetzalcoatlus lawsoni       |
|  |                              |

|  | Zhejiangopterus linhaiensis |
|  | |
|  | \| \| Arambourgiania philadelphiae \| \| \| \| \| \| Quetzalcoatlus northropi \| \| \| \| \| \| Quetzalcoatlus lawsoni \| \| \| \| |
|  | |
|  | Arambourgiania philadelphiae |
|  | |
|  | Quetzalcoatlus northropi |
|  | |
|  | Quetzalcoatlus lawsoni |
|  | |

|  | Arambourgiania philadelphiae |
|  |                              |
|  | Quetzalcoatlus northropi     |
|  |                              |
|  | Quetzalcoatlus lawsoni       |
|  |                              |

|  | Zhejiangopterus linhaiensis |
|  | |
|  | \| \| Arambourgiania philadelphiae \| \| \| \| \| \| Quetzalcoatlus northropi \| \| \| \| \| \| Quetzalcoatlus lawsoni \| \| \| \| |
|  | |
|  | Arambourgiania philadelphiae |
|  | |
|  | Quetzalcoatlus northropi |
|  | |
|  | Quetzalcoatlus lawsoni |
|  | |

|  | Arambourgiania philadelphiae |
|  |                              |
|  | Quetzalcoatlus northropi     |
|  |                              |
|  | Quetzalcoatlus lawsoni       |
|  |                              |

|  | Thalassodromeus sethi                                                            |
|  |                                                                                  |
|  | \| \| Tupuxuara leonardii \| \| \| \| \| \| Tupuxuara longicristatus \| \| \| \| |
|  |                                                                                  |
|  | Tupuxuara leonardii                                                              |
|  |                                                                                  |
|  | Tupuxuara longicristatus                                                         |
|  |                                                                                  |

|  | Tupuxuara leonardii      |
|  |                          |
|  | Tupuxuara longicristatus |
|  |                          |

|  | Domeykodactylus ceciliae |
|  |                          |
|  | Dsungaripterus weii      |
|  |                          |

|  | Noripterus complicidens |
|  |                         |
|  | Noripterus parvus       |
|  |                         |

|  | Domeykodactylus ceciliae |
|  |                          |
|  | Dsungaripterus weii      |
|  |                          |

|  | Noripterus complicidens |
|  |                         |
|  | Noripterus parvus       |
|  |                         |

|  | Thalassodromeus sethi                                                            |
|  |                                                                                  |
|  | \| \| Tupuxuara leonardii \| \| \| \| \| \| Tupuxuara longicristatus \| \| \| \| |
|  |                                                                                  |
|  | Tupuxuara leonardii                                                              |
|  |                                                                                  |
|  | Tupuxuara longicristatus                                                         |
|  |                                                                                  |

|  | Tupuxuara leonardii      |
|  |                          |
|  | Tupuxuara longicristatus |
|  |                          |

|  | Domeykodactylus ceciliae |
|  |                          |
|  | Dsungaripterus weii      |
|  |                          |

|  | Noripterus complicidens |
|  |                         |
|  | Noripterus parvus       |
|  |                         |

|  | Domeykodactylus ceciliae |
|  |                          |
|  | Dsungaripterus weii      |
|  |                          |

|  | Noripterus complicidens |
|  |                         |
|  | Noripterus parvus       |
|  |                         |

|  | Shenzhoupterus chaoyangensis                                                  |
|  |                                                                               |
|  | \| \| Chaoyangopterus zhangi \| \| \| \| \| \| Jidapterus edentus \| \| \| \| |
|  |                                                                               |
|  | Chaoyangopterus zhangi                                                        |
|  |                                                                               |
|  | Jidapterus edentus                                                            |
|  |                                                                               |

|  | Chaoyangopterus zhangi |
|  |                        |
|  | Jidapterus edentus     |
|  |                        |

|  | Shenzhoupterus chaoyangensis                                                  |
|  |                                                                               |
|  | \| \| Chaoyangopterus zhangi \| \| \| \| \| \| Jidapterus edentus \| \| \| \| |
|  |                                                                               |
|  | Chaoyangopterus zhangi                                                        |
|  |                                                                               |
|  | Jidapterus edentus                                                            |
|  |                                                                               |

|  | Chaoyangopterus zhangi |
|  |                        |
|  | Jidapterus edentus     |
|  |                        |

|  | Zhejiangopterus linhaiensis |
|  | |
|  | \| \| Arambourgiania philadelphiae \| \| \| \| \| \| Quetzalcoatlus northropi \| \| \| \| \| \| Quetzalcoatlus lawsoni \| \| \| \| |
|  | |
|  | Arambourgiania philadelphiae |
|  | |
|  | Quetzalcoatlus northropi |
|  | |
|  | Quetzalcoatlus lawsoni |
|  | |

|  | Arambourgiania philadelphiae |
|  |                              |
|  | Quetzalcoatlus northropi     |
|  |                              |
|  | Quetzalcoatlus lawsoni       |
|  |                              |

|  | Zhejiangopterus linhaiensis |
|  | |
|  | \| \| Arambourgiania philadelphiae \| \| \| \| \| \| Quetzalcoatlus northropi \| \| \| \| \| \| Quetzalcoatlus lawsoni \| \| \| \| |
|  | |
|  | Arambourgiania philadelphiae |
|  | |
|  | Quetzalcoatlus northropi |
|  | |
|  | Quetzalcoatlus lawsoni |
|  | |

|  | Arambourgiania philadelphiae |
|  |                              |
|  | Quetzalcoatlus northropi     |
|  |                              |
|  | Quetzalcoatlus lawsoni       |
|  |                              |

|  | Zhejiangopterus linhaiensis |
|  | |
|  | \| \| Arambourgiania philadelphiae \| \| \| \| \| \| Quetzalcoatlus northropi \| \| \| \| \| \| Quetzalcoatlus lawsoni \| \| \| \| |
|  | |
|  | Arambourgiania philadelphiae |
|  | |
|  | Quetzalcoatlus northropi |
|  | |
|  | Quetzalcoatlus lawsoni |
|  | |

|  | Arambourgiania philadelphiae |
|  |                              |
|  | Quetzalcoatlus northropi     |
|  |                              |
|  | Quetzalcoatlus lawsoni       |
|  |                              |

|  | Zhejiangopterus linhaiensis |
|  | |
|  | \| \| Arambourgiania philadelphiae \| \| \| \| \| \| Quetzalcoatlus northropi \| \| \| \| \| \| Quetzalcoatlus lawsoni \| \| \| \| |
|  | |
|  | Arambourgiania philadelphiae |
|  | |
|  | Quetzalcoatlus northropi |
|  | |
|  | Quetzalcoatlus lawsoni |
|  | |

|  | Arambourgiania philadelphiae |
|  |                              |
|  | Quetzalcoatlus northropi     |
|  |                              |
|  | Quetzalcoatlus lawsoni       |
|  |                              |

|  | Zhejiangopterus linhaiensis |
|  | |
|  | \| \| Arambourgiania philadelphiae \| \| \| \| \| \| Quetzalcoatlus northropi \| \| \| \| \| \| Quetzalcoatlus lawsoni \| \| \| \| |
|  | |
|  | Arambourgiania philadelphiae |
|  | |
|  | Quetzalcoatlus northropi |
|  | |
|  | Quetzalcoatlus lawsoni |
|  | |

|  | Arambourgiania philadelphiae |
|  |                              |
|  | Quetzalcoatlus northropi     |
|  |                              |
|  | Quetzalcoatlus lawsoni       |
|  |                              |

|  | Zhejiangopterus linhaiensis |
|  | |
|  | \| \| Arambourgiania philadelphiae \| \| \| \| \| \| Quetzalcoatlus northropi \| \| \| \| \| \| Quetzalcoatlus lawsoni \| \| \| \| |
|  | |
|  | Arambourgiania philadelphiae |
|  | |
|  | Quetzalcoatlus northropi |
|  | |
|  | Quetzalcoatlus lawsoni |
|  | |

|  | Arambourgiania philadelphiae |
|  |                              |
|  | Quetzalcoatlus northropi     |
|  |                              |
|  | Quetzalcoatlus lawsoni       |
|  |                              |

|  | Zhejiangopterus linhaiensis |
|  | |
|  | \| \| Arambourgiania philadelphiae \| \| \| \| \| \| Quetzalcoatlus northropi \| \| \| \| \| \| Quetzalcoatlus lawsoni \| \| \| \| |
|  | |
|  | Arambourgiania philadelphiae |
|  | |
|  | Quetzalcoatlus northropi |
|  | |
|  | Quetzalcoatlus lawsoni |
|  | |

|  | Arambourgiania philadelphiae |
|  |                              |
|  | Quetzalcoatlus northropi     |
|  |                              |
|  | Quetzalcoatlus lawsoni       |
|  |                              |

|  | Zhejiangopterus linhaiensis |
|  | |
|  | \| \| Arambourgiania philadelphiae \| \| \| \| \| \| Quetzalcoatlus northropi \| \| \| \| \| \| Quetzalcoatlus lawsoni \| \| \| \| |
|  | |
|  | Arambourgiania philadelphiae |
|  | |
|  | Quetzalcoatlus northropi |
|  | |
|  | Quetzalcoatlus lawsoni |
|  | |

|  | Arambourgiania philadelphiae |
|  |                              |
|  | Quetzalcoatlus northropi     |
|  |                              |
|  | Quetzalcoatlus lawsoni       |
|  |                              |

|  | Shenzhoupterus chaoyangensis                                                  |
|  |                                                                               |
|  | \| \| Chaoyangopterus zhangi \| \| \| \| \| \| Jidapterus edentus \| \| \| \| |
|  |                                                                               |
|  | Chaoyangopterus zhangi                                                        |
|  |                                                                               |
|  | Jidapterus edentus                                                            |
|  |                                                                               |

|  | Chaoyangopterus zhangi |
|  |                        |
|  | Jidapterus edentus     |
|  |                        |

|  | Shenzhoupterus chaoyangensis                                                  |
|  |                                                                               |
|  | \| \| Chaoyangopterus zhangi \| \| \| \| \| \| Jidapterus edentus \| \| \| \| |
|  |                                                                               |
|  | Chaoyangopterus zhangi                                                        |
|  |                                                                               |
|  | Jidapterus edentus                                                            |
|  |                                                                               |

|  | Chaoyangopterus zhangi |
|  |                        |
|  | Jidapterus edentus     |
|  |                        |

|  | Zhejiangopterus linhaiensis |
|  | |
|  | \| \| Arambourgiania philadelphiae \| \| \| \| \| \| Quetzalcoatlus northropi \| \| \| \| \| \| Quetzalcoatlus lawsoni \| \| \| \| |
|  | |
|  | Arambourgiania philadelphiae |
|  | |
|  | Quetzalcoatlus northropi |
|  | |
|  | Quetzalcoatlus lawsoni |
|  | |

|  | Arambourgiania philadelphiae |
|  |                              |
|  | Quetzalcoatlus northropi     |
|  |                              |
|  | Quetzalcoatlus lawsoni       |
|  |                              |

|  | Zhejiangopterus linhaiensis |
|  | |
|  | \| \| Arambourgiania philadelphiae \| \| \| \| \| \| Quetzalcoatlus northropi \| \| \| \| \| \| Quetzalcoatlus lawsoni \| \| \| \| |
|  | |
|  | Arambourgiania philadelphiae |
|  | |
|  | Quetzalcoatlus northropi |
|  | |
|  | Quetzalcoatlus lawsoni |
|  | |

|  | Arambourgiania philadelphiae |
|  |                              |
|  | Quetzalcoatlus northropi     |
|  |                              |
|  | Quetzalcoatlus lawsoni       |
|  |                              |

|  | Zhejiangopterus linhaiensis |
|  | |
|  | \| \| Arambourgiania philadelphiae \| \| \| \| \| \| Quetzalcoatlus northropi \| \| \| \| \| \| Quetzalcoatlus lawsoni \| \| \| \| |
|  | |
|  | Arambourgiania philadelphiae |
|  | |
|  | Quetzalcoatlus northropi |
|  | |
|  | Quetzalcoatlus lawsoni |
|  | |

|  | Arambourgiania philadelphiae |
|  |                              |
|  | Quetzalcoatlus northropi     |
|  |                              |
|  | Quetzalcoatlus lawsoni       |
|  |                              |

|  | Zhejiangopterus linhaiensis |
|  | |
|  | \| \| Arambourgiania philadelphiae \| \| \| \| \| \| Quetzalcoatlus northropi \| \| \| \| \| \| Quetzalcoatlus lawsoni \| \| \| \| |
|  | |
|  | Arambourgiania philadelphiae |
|  | |
|  | Quetzalcoatlus northropi |
|  | |
|  | Quetzalcoatlus lawsoni |
|  | |

|  | Arambourgiania philadelphiae |
|  |                              |
|  | Quetzalcoatlus northropi     |
|  |                              |
|  | Quetzalcoatlus lawsoni       |
|  |                              |

|  | Zhejiangopterus linhaiensis |
|  | |
|  | \| \| Arambourgiania philadelphiae \| \| \| \| \| \| Quetzalcoatlus northropi \| \| \| \| \| \| Quetzalcoatlus lawsoni \| \| \| \| |
|  | |
|  | Arambourgiania philadelphiae |
|  | |
|  | Quetzalcoatlus northropi |
|  | |
|  | Quetzalcoatlus lawsoni |
|  | |

|  | Arambourgiania philadelphiae |
|  |                              |
|  | Quetzalcoatlus northropi     |
|  |                              |
|  | Quetzalcoatlus lawsoni       |
|  |                              |

|  | Zhejiangopterus linhaiensis |
|  | |
|  | \| \| Arambourgiania philadelphiae \| \| \| \| \| \| Quetzalcoatlus northropi \| \| \| \| \| \| Quetzalcoatlus lawsoni \| \| \| \| |
|  | |
|  | Arambourgiania philadelphiae |
|  | |
|  | Quetzalcoatlus northropi |
|  | |
|  | Quetzalcoatlus lawsoni |
|  | |

|  | Arambourgiania philadelphiae |
|  |                              |
|  | Quetzalcoatlus northropi     |
|  |                              |
|  | Quetzalcoatlus lawsoni       |
|  |                              |

|  | Zhejiangopterus linhaiensis |
|  | |
|  | \| \| Arambourgiania philadelphiae \| \| \| \| \| \| Quetzalcoatlus northropi \| \| \| \| \| \| Quetzalcoatlus lawsoni \| \| \| \| |
|  | |
|  | Arambourgiania philadelphiae |
|  | |
|  | Quetzalcoatlus northropi |
|  | |
|  | Quetzalcoatlus lawsoni |
|  | |

|  | Arambourgiania philadelphiae |
|  |                              |
|  | Quetzalcoatlus northropi     |
|  |                              |
|  | Quetzalcoatlus lawsoni       |
|  |                              |

|  | Zhejiangopterus linhaiensis |
|  | |
|  | \| \| Arambourgiania philadelphiae \| \| \| \| \| \| Quetzalcoatlus northropi \| \| \| \| \| \| Quetzalcoatlus lawsoni \| \| \| \| |
|  | |
|  | Arambourgiania philadelphiae |
|  | |
|  | Quetzalcoatlus northropi |
|  | |
|  | Quetzalcoatlus lawsoni |
|  | |

|  | Arambourgiania philadelphiae |
|  |                              |
|  | Quetzalcoatlus northropi     |
|  |                              |
|  | Quetzalcoatlus lawsoni       |
|  |                              |

## Paleobiologia
Quetzalcoatlus era abundant a Texas durant el Lancià en una fauna dominada per Alamosaurus. L'associació Alamosaurus-Quetzalcoatlus probablement representa planes interiors semiàrides. Quetzalcoatlus va tenir precursors a Amèrica del Nord i el seu aparent augment a la generalització pot representar l'expansió del seu hàbitat preferit en lloc d'un esdeveniment d'immigració, com han suggerit alguns experts. Va coexistir amb un altre azhdàrquid conegut com Wellnhopterus, així com un tàxon addicional de pterosaures, cosa que suggereix una diversitat relativament alta de gèneres de pterosaures del Cretaci superior.

### Alimentació

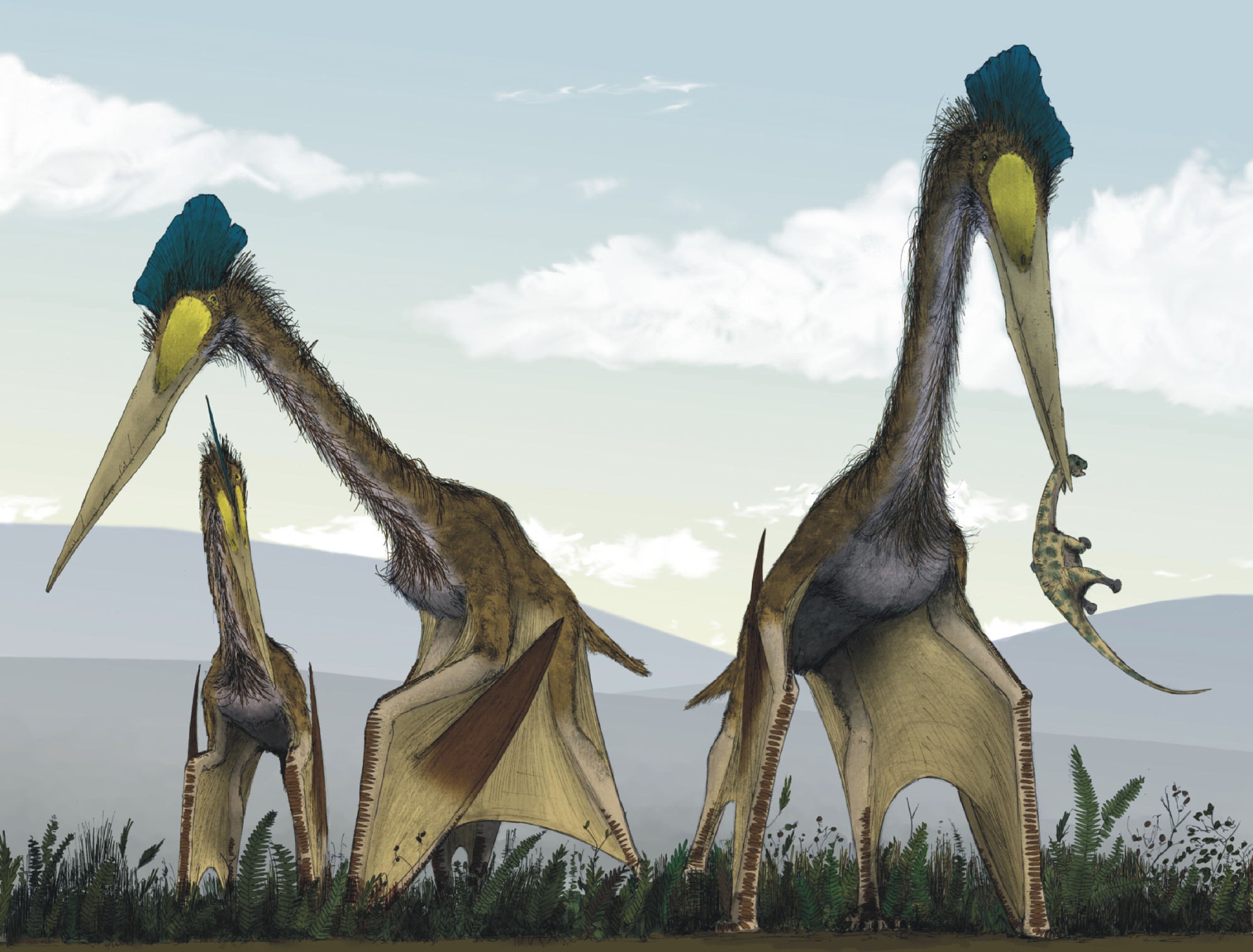
Impressió artística d'un grup de Quetzalcoatlus alimentant-se a terra

Hi ha hagut una sèrie d'idees diferents proposades sobre l'estil de vida de Quetzalcoatlus. Com que l'àrea del jaciment fòssil es trobava a 400 km de la costa i no hi havia indicis de grans rius o llacs profunds propers al final del Cretaci, Lawson el 1975 va rebutjar un estil de vida de menjador de peixos, suggerint que Quetzalcoatlus escorcollava (com el marabú africà (Leptoptilos crumeniferus), un carronyaire però és més aviat un depredador terrestre d'animals petits) les carcasses de sauròpodes titanosaures com Alamosaurus. Lawson havia trobat les restes del pterosaure gegant mentre buscava els ossos d'aquest dinosaure, que formava una part important del seu ecosistema.
El 1996, Lehman i Langston van rebutjar la hipòtesi que Quetzalcoatlus era un carronyaire, assenyalant que la mandíbula inferior es doblegava tan fortament cap avall que, fins i tot quan es tancava completament, quedava un espai de més de 5 cm entre aquesta i la mandíbula superior, molt diferent de la mandíbula enganxada dels becs d'ocells carronyaires especialitzats. Van suggerir que, amb les seves vèrtebres de coll llargues i les seves llargues mandíbules sense dents, Quetzalcoatlus s'alimentava com els bec de tisora actuals, capturant peixos durant el vol mentre tallava les onades amb el bec. Tot i que aquesta visió d'animal pescador va ser àmpliament acceptada, no va ser sotmesa a investigació científica fins al 2007, quan un estudi va demostrar que per a pterosaures tan grans no era un mètode viable perquè els costos energètics serien massa elevats a causa de l'arrossegament excessiu.
El 2008, els especialistes de pterosaures Mark Witton i Darren Naish van publicar un examen dels possibles hàbits alimentaris i l'ecologia dels azdàrquids. Witton i Naish van assenyalar que la majoria de restes d'azhdàrquid es troben en dipòsits interiors lluny dels mars o d'altres grans masses d'aigua necessàries per a la pesca. A més, l'anatomia del bec, la mandíbula i el coll són diferents a les de qualsevol animal pescador conegut. Més aviat, van concloure que els azdàrquids eren més probables caçadors terrestres, similars a les cigonyes modernes, i probablement caçaven petits vertebrats a terra o en petits rierols. Tot i que Quetzalcoatlus, com altres pterosaures, era un quadrúpede quan es trobava a terra, Quetzalcoatlus i altres azdàrquids tenen proporcions de les extremitats anteriors i posteriors més semblants als mamífers ungulats corrents moderns que als seus cosins més petits, cosa que implica que eren únics per a un estil de vida terrestre.

### Vol
La naturalesa del vol del Quetzalcoatlus i altres azdàrquids gegants es va comprendre poc fins que es van realitzar estudis biomecànics seriosos al segle xxi.
Un dels primers experiments (1984) de Paul MacCready va utilitzar l'aerodinàmica pràctica per provar el vol de Quetzalcoatlus. MacCready va construir un model de màquina voladora o ornitòper amb un ordinador senzill que funcionava com a pilot automàtic. El model va volar amb èxit amb una combinació de planejar i batre les ales; el model es basava en una estimació de pes en aquella època d'uns 80 kg, molt inferior a les estimacions més modernes de més de 200 kg.
El mètode de vol en aquests pterosaures depèn en gran manera del pes, que ha estat controvertit, i diferents científics han afavorit masses molt diferents. Alguns investigadors han suggerit que aquests animals van emprar un vol lent i alt, mentre que altres han conclòs que el seu vol era ràpid i dinàmic. El 2010, Donald Henderson va argumentar que la massa de Q. northropi s'havia subestimat, fins i tot les estimacions més altes, i que era massa massiva per haver aconseguit el vol motoritzat. Ho va estimar al seu document de 2010 en 540 kg. Henderson va argumentar que podria haver estat incapaç de volar.

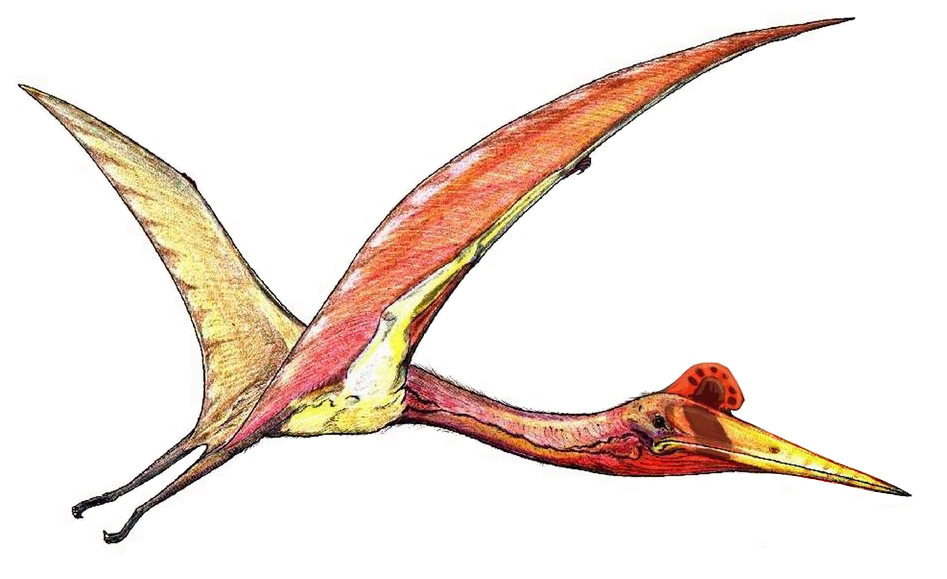
Restauració d'un Quetzalcoatlus volant
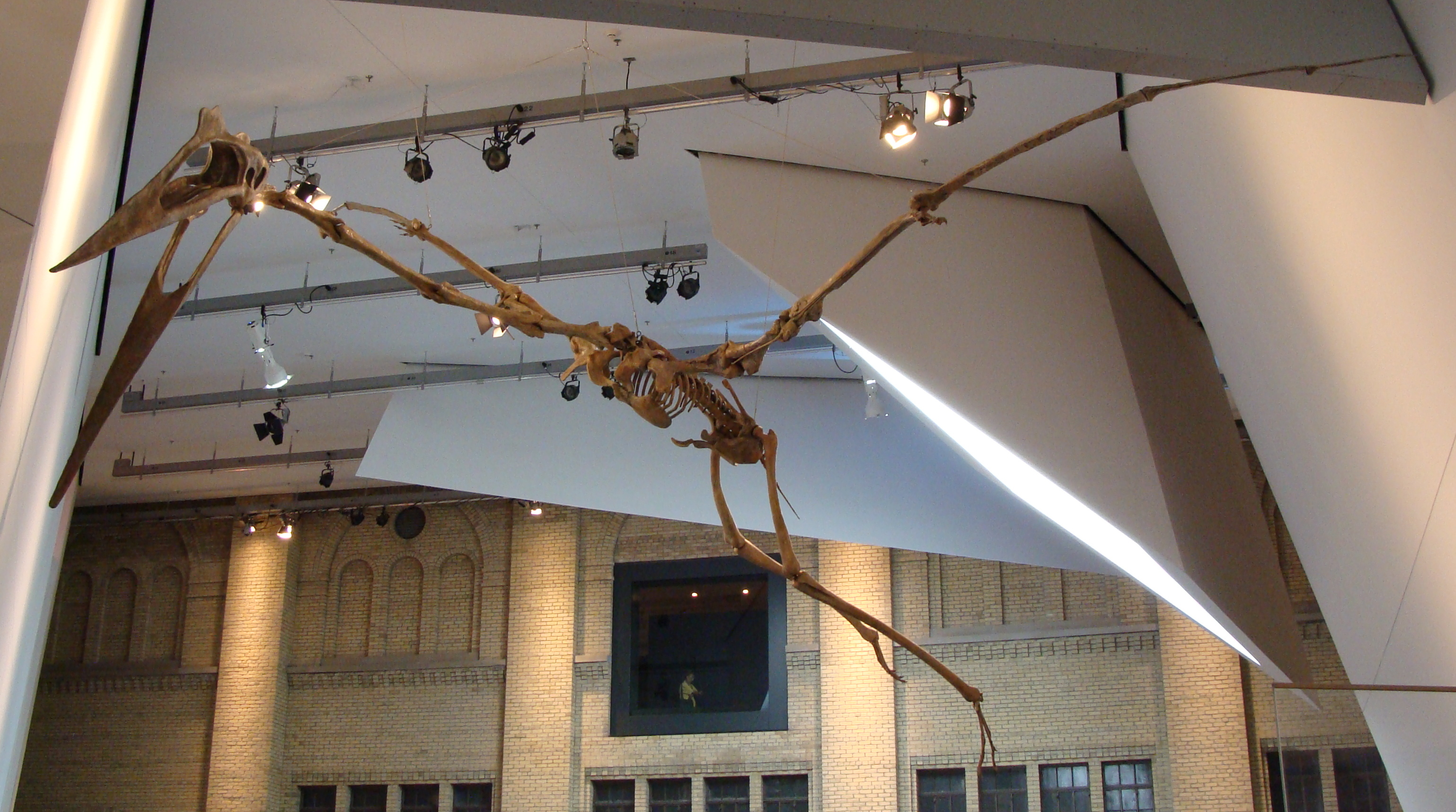
Esquelet de Quetzalcoatlus muntat en una postura voladora al Royal Ontario Museum

Altres estimacions de capacitat de vol no han estat d'acord amb la investigació de Henderson, suggerint en canvi un animal excel·lentment adaptat al vol de llarg abast i estès. El 2010, Mike Habib, professor de biomecànica a la Universitat de Chatham, i Mark Witton, un paleontòleg britànic, van emprendre una investigació addicional sobre les afirmacions de no-vol en els grans pterosaures. Després de tenir en compte l'envergadura, el pes corporal i l'aerodinàmica, el modelatge per ordinador va portar als dos investigadors a concloure que Q. northropi era capaç de volar fins a 130 km/h durant 7 a 10 dies a altituds de 4.600 m. Habib també va suggerir un rang màxim de vol de 13.000 a 19.000 km per a Q. northropi. El treball d'Henderson també va ser criticat encara més per Witton i Habib en un altre estudi, que va assenyalar que, tot i que Henderson va utilitzar excel·lents estimacions de massa, es basaven en models de pterosaures obsolets, la qual cosa va fer que les estimacions de massa d'Henderson fossin més del doble del que Habib va utilitzar en les seves estimacions. i que l'estudi anatòmic de Q. northropi i altres grans extremitats anteriors de pterosaures va mostrar un grau de robustesa més alt del que s'esperaria si fossin purament quadrúpedes. Aquest estudi va proposar que els grans pterosaures probablement utilitzaven una breu ràfega de vol motoritzat per després passar al vol tèrmic. No obstant això, un estudi del 2022 suggereix que només haurien volat de tant en tant i per distàncies curtes, com el pioc salvatge kori (Ardeotis kori) (l'ocell més pesat del món que vola activament) i que no van ser capaços de volar en absolut.
En canvi, els estudis de Q. northropi i Q. lawsoni publicats el 2021 per Kevin Padian i els seus col·legues van suggerir que Quetzalcoatlus era en realitat un poderós volador amb un gran estern per suportar els músculs necessaris per crear el cop de vol i probablement hauria utilitzat les seves poderoses potes posteriors per saltar fins a 2,4 m en enlairar-se, cosa que li permet guanyar alçada i impuls suficient per començar les baixades d'ales necessàries per a l'enlairament. Aquest mateix estudi també suggereix que Quetzalcoatlus tenia un moviment de caminar limitat a les seves ales, amb les extremitats a cada costat del cos que es movien junts i les anteriors s'aixecaven fora del camí de les posteriors. Aquest estudi també suggereix que les ales dels pterosaures només estaven enganxades al cos, amb les cames i els peus ficats a sota, de la mateixa manera que els ocells moderns fiquen les cames sota el seu propi cos en vol.

## Significat cultural

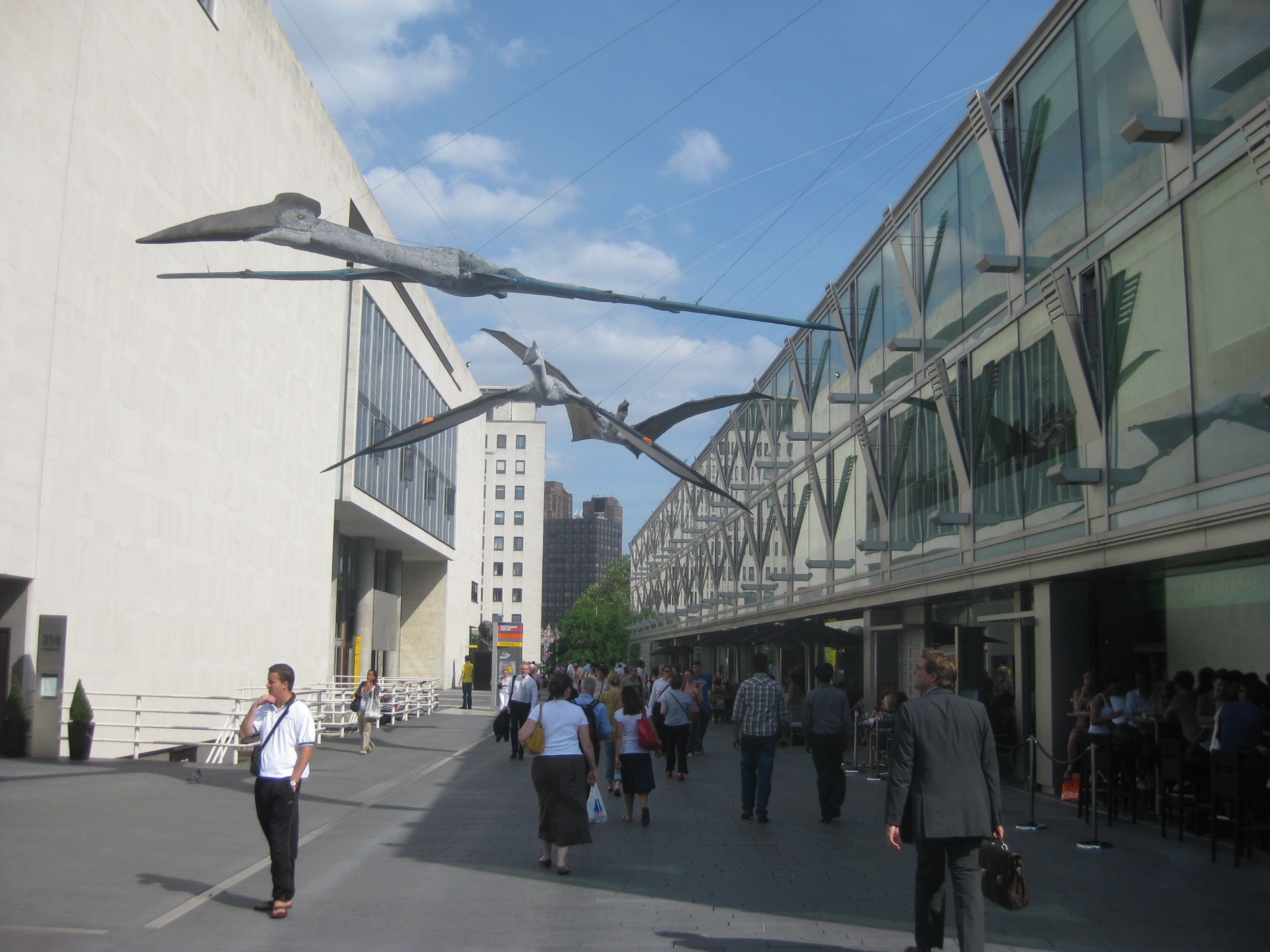
Models al South Bank de Londres per a l'exposició del 350è aniversari de la Royal Society

L'any 1975, l'artista Giovanni Casselli va representar Quetzalcoatlus com un carronyer de cap petit amb un coll extremadament llarg al llibre The evolution and ecology of the Dinosaurs (L'evolució i l'ecologia dels dinosaures) de la paleontòloga britànica Beverly Halstead. Durant els propers vint-i-cinc anys abans de futurs descobriments, publicaria representacions similars conegudes col·loquialment com a «paleomem» en diversos llibres, tal com va assenyalar Darren Naish.
L'any 1985, l'Agència d'Investigacions de Projectes Avançats de Defensa dels Estats Units d'Amèrica (DARPA) i AeroVironment van utilitzar Quetzalcoatlus northropi com a base per a un vehicle aeri no tripulat (UAV) ornitòper experimental. Van produir un model a mitja escala amb un pes de 18 kg, amb una envergadura de 5,5 m. Casualment, Douglas A. Lawson, que va descobrir Q. northropi a Texas l'any 1971, li va posar el nom de John «Jack» Northrop, un desenvolupador d'avions d'ala voladora sense cua a la dècada del 1940. La rèplica de Q. northropi incorpora un «sistema de control de vol/pilot automàtic que processa les ordres del pilot i les entrades de sensors, implementa diversos bucles de retroalimentació i lliura senyals de comandament als seus diversos servo-actuadors». Està exposat al National Air and Space Museum.
L'any 2010, es van exposar diversos models de Q. northropi a mida real al South Bank de Londres com a peça central de l'exposició del 350è aniversari de la Royal Society. Els models, que incloïen individus volants i dempeus amb una envergadura de més de 10 m, estaven pensats per afavorir l'interès del públic per la ciència. Els models van ser creats per científics de la Universitat de Portsmouth.